# Військово-морська база Ушуая
Військо́во-морська́ ба́за Ушуая (ісп. Base Naval Integrada Almirante Berisso або Base Naval Ushuaia (BNUS)) — військово-морська база, що розташована в Ушуая, провінції Вогняна Земля. База Ушуая, найпівденніший військовий об'єкт ВМС Аргентини. Це також головний порт і логістичний центр Аргентини для доступу до Антарктиди.

## Історія
База була заснована 13 грудня 1950 року, за вказівкою президента Хуана Перона, як пункт матеріально-технічного забезпечення суден, які працюють у південному секторі.
Глибоководна акваторія бази дозволяє працювати судам з великою осадкою. База використовується кораблями ВМС Аргентини, які щороку беруть участь в Антарктичній кампанії, для обслуговування та поповнення запасів. Також до ії сфери входить Морська повітряна станція Ушуая (колишній аеропорт), звідки літаки та вертольоти військово-морської авіації  здійснюють навчання.

### Південний морський район
16 грудня 1974 року було створено Командування південного морського району (ісп. Área Naval Austral (ANAU)).
Зона відповідальності новоствореного з'єднання включає провінцію Санта-Крус, Великий острів Вогняної Землі, острів Естадос, протоку Бігля, Аргентинську Антарктиду, а також південні морські простори, що досягають південної паралелі 60º.
Завдання командування району пов'язані з пошуком та порятунком суден, що опинилися в лиху у відкритому морі, контролем океану та його ресурсів, а також рухом у протоці Бігля.
Об'єкти у складі району:
- Військово-морська база Ушуая (штаб-квартира)
- Військово-морська авіабаза Ушуая
- Військово-морська авіабаза Ріо-Гранде
- Військово-морська станція Пуерто-Десеадо
- Група швидкісних катерів
- Військово-морський шпиталь
- Загін морської піхоти

Командувач Південного морського району також є керівником військово-морської бази Ушуая.

## Галерея

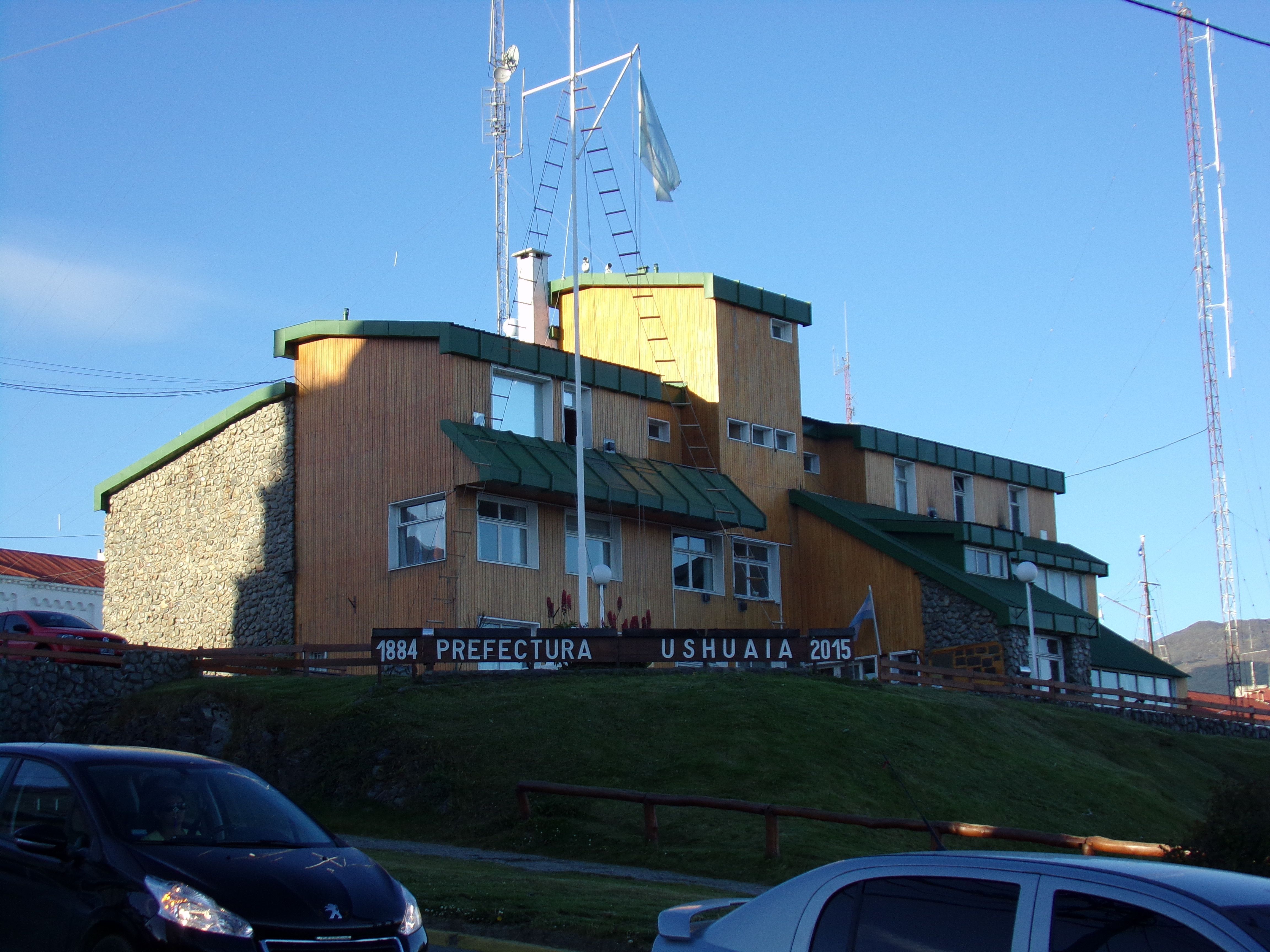
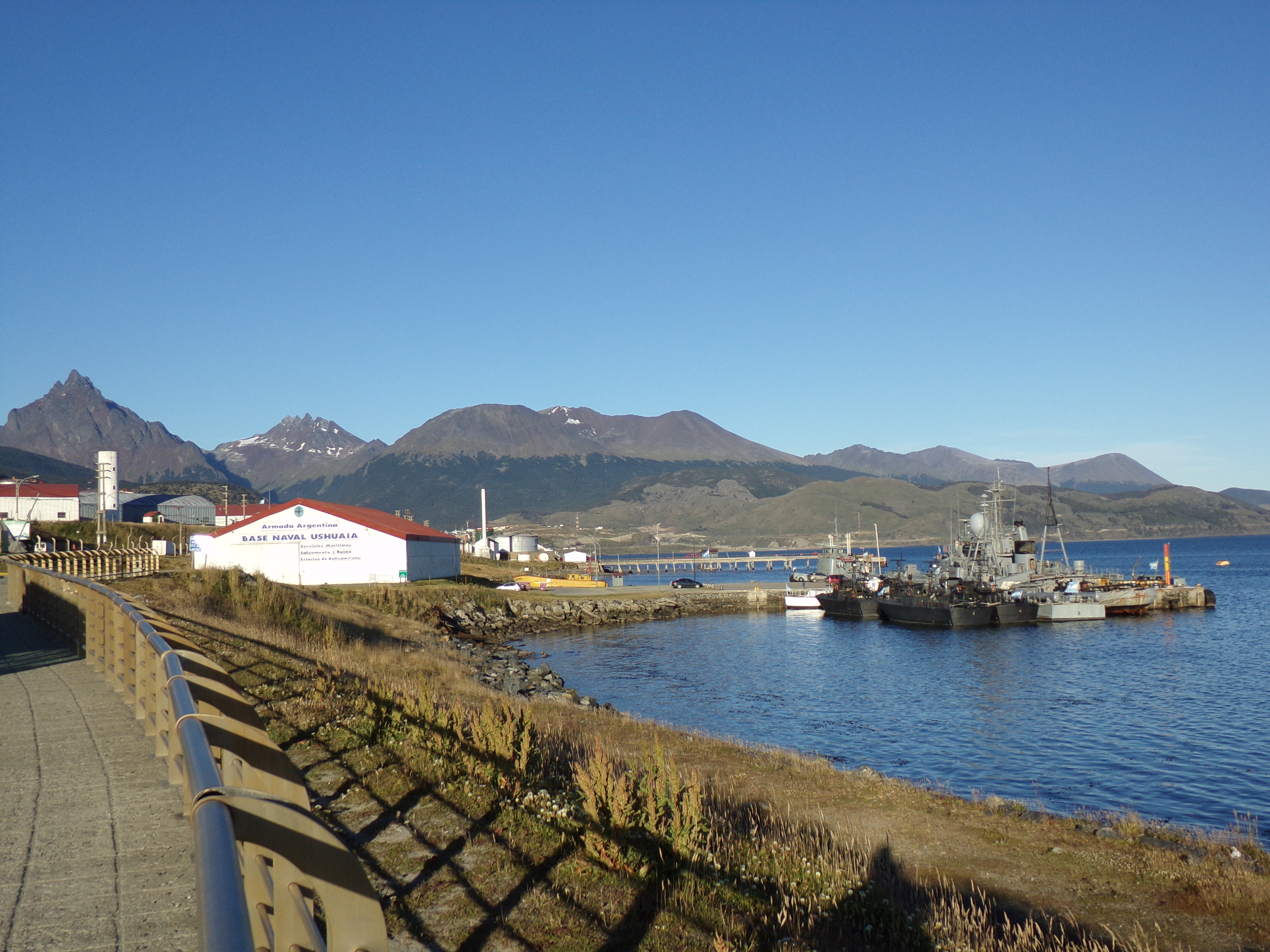
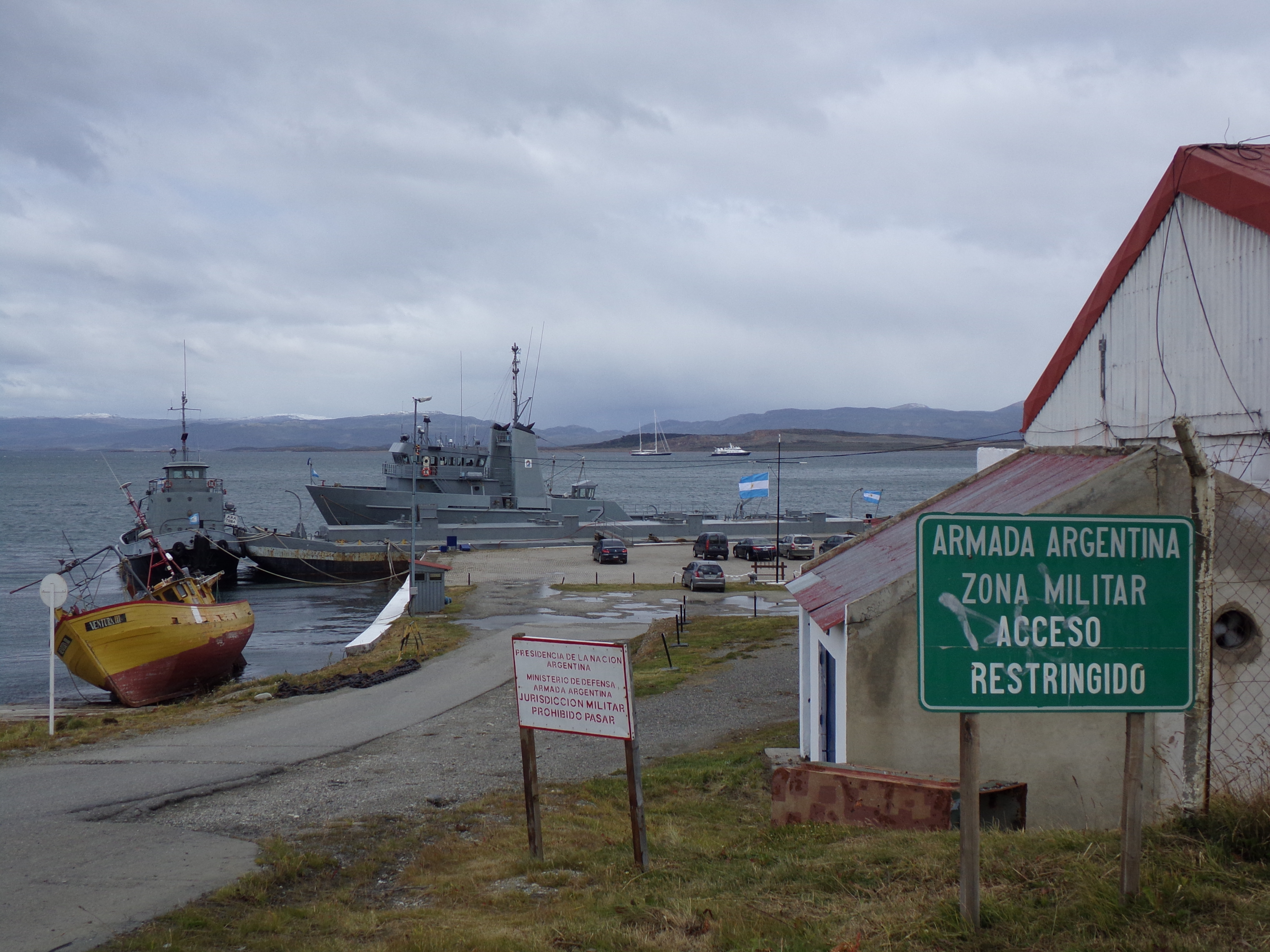
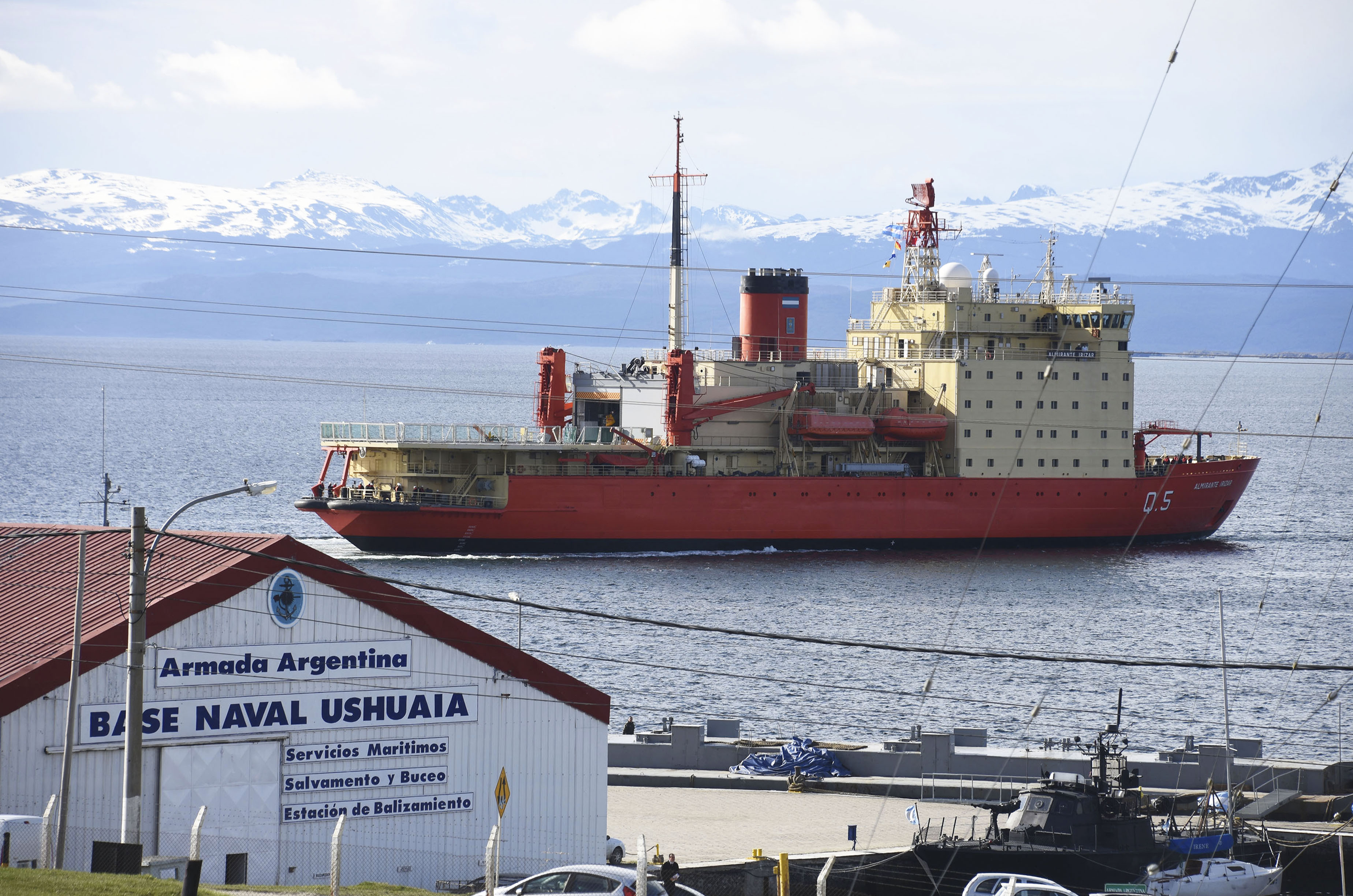
криголам Almirante Irizar
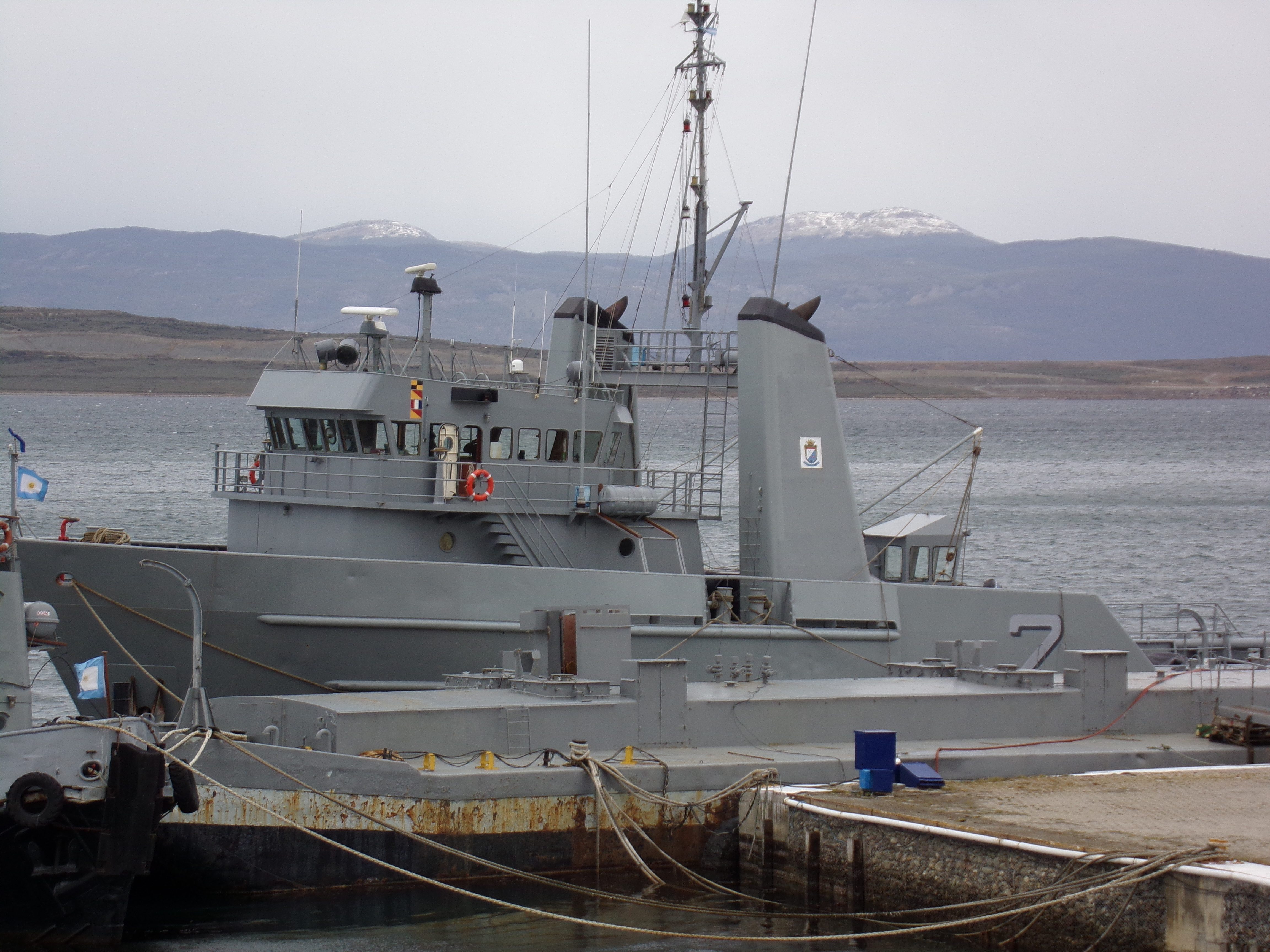
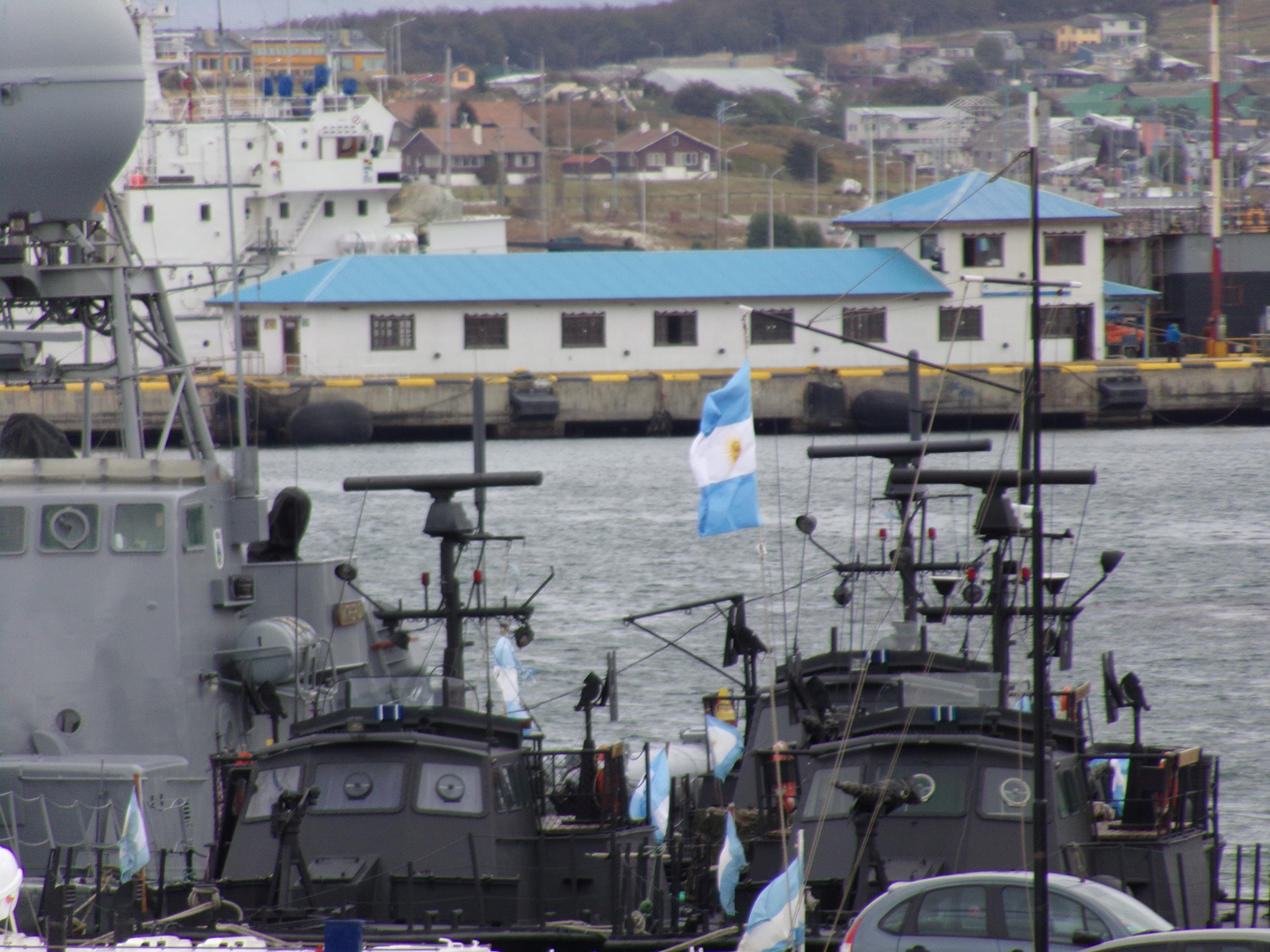
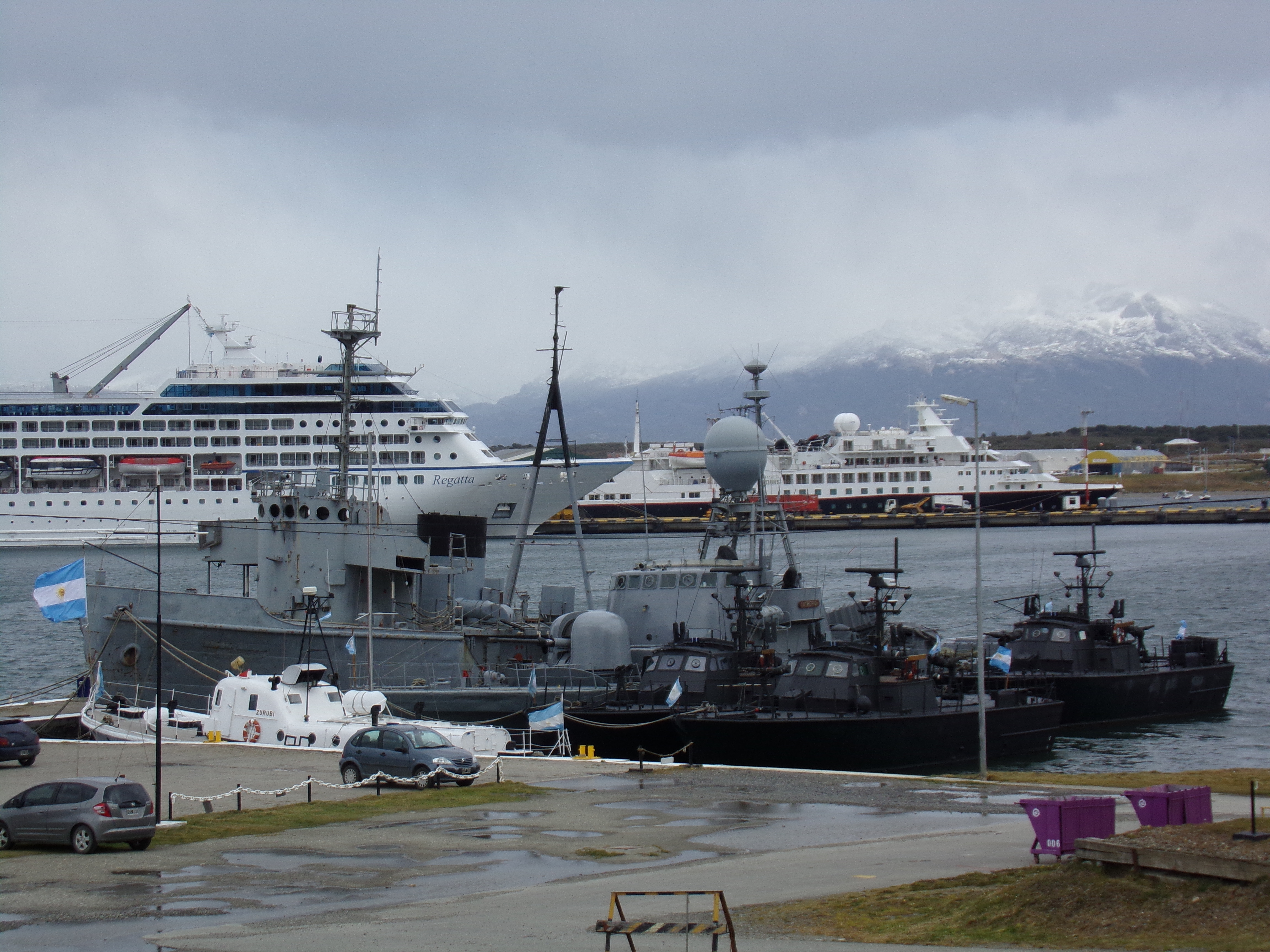
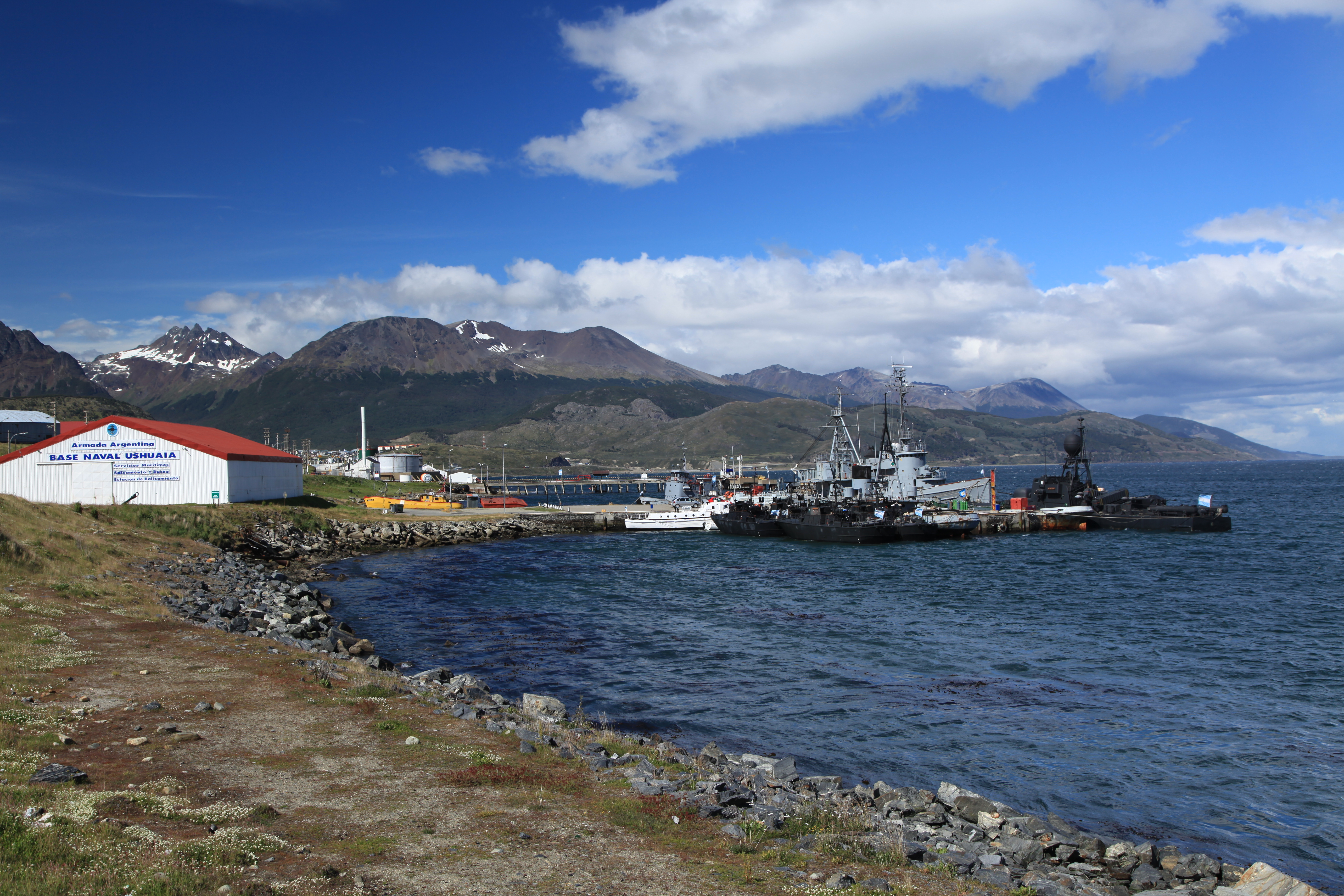